# Stânca-Costeștidam
De Stânca-Costeștidam (Roemeens: Barajul Stânca-Costeşti) is een stuwdam en waterkrachtcentrale in de rivier de Proet en vormt een grensovergang tussen Moldavië en Roemenië. De dam is gelegen tussen Costeşti (Moldavië) en Stânca (Roemenië) en vormt een stuwmeer, het Lac Stanca-Costeşti. Van Roemeense zijde sluit de DN29E hier aan op de Moldavische R7.

## Geschiedenis
Een algemene overeenkomst tussen Roemenië en de USSR over de bouw van de dam werd in 1972 gesloten. Tussen 1974 en 1978 vond de bouw plaats, de beide overheden waren verantwoordelijk voor het project. Het stuwmeer vormt een reservoir voor een waterkrachtcentrale. Het belangrijkste doel echter van het project was om de dorpen benedenstrooms van de dam te beschermen tegen de jaarlijkse overstromingen bij hoogwater. De overstromingen in 1970 in Roemenië waren de dodelijkste ramp in de moderne geschiedenis van het land.
Op 5 november 1978 werd de waterkrachtcentrale officieel geopend. Roemenië was vertegenwoordigd door Ion Iliescu (secretaris van het Centraal Comité van de Communistische Partij), Trandafir Cocîrlă (toenmalig minister van Stroomvoorziening) en Florin Iorgulescu (voorzitter van de Nationale Raad voor Waterbeheer) terwijl de USSR werd vertegenwoordigd door Ivan Bodiul, Peter Stepanovich Neporozhny (minister van Stroomvoorziening en Electrificatie) en Polat Zade (viceminister van Landaanwinning en Waterbeheer).